# 拉特里尼達市 (亞拉奎州)

拉特里尼達市（西班牙語：Municipio La Trinidad），是委內瑞拉的一個市，位於該國西部亞拉奎州，首府設於博勞雷，面積62平方公里，主要經濟活動是農業，2011年人口18,361，人口密度每平方公里296人。